# Valentin Borisovič Jumašev
Valentin Borisovič Jumašev (rusky Валентин Борисович Юмашев, * 15. prosince 1957, Perm, Sovětský svaz) je ruský politik, novinář a podnikatel.
V letech 1995 až 1996 byl šéfredaktorem časopisu Ogoňok. Patřil k vnitřnímu kruhu spolupracovníků ruského prezidenta Borise Jelcina, mimo jiné redigoval Jelcinovy knihy. Od březnu 1997 do prosince 1998 byl předsedou výkonného úřadu ruského prezidenta.
V roce 2018 ho oficiálně svým poradcem jmenoval ruský prezident Vladimir Putin, ale podle agentury TASS jako poradce v Kremlu působil již od roku 2000.
Jeho ženou je Taťjana Borisovna Jelcinová, dcera Borise Jelcina. Byl také tchánem ruského oligarchy Olega Děripasky, který se oženil s jeho dcerou Polinou.